# 마하라슈트라주
마하라슈트라주(마라티어: महाराष्ट्र, 영어: Maharashtra)는 인도 서부에 위치한 주로 주도는 뭄바이이다. 인도에서 세 번째로 면적이 넓은 주이며 인구는 두 번째로 많다. 데칸고원 서부에 위치한다.
북쪽의 구자라트주와 함께 봄베이주를 이루고 있었으나 1960년 5월 1일 언어 문제로 분리되었다. 주요 산업은 농업이며 주민의 70%가 농업에 종사하고 있다. 주로 면, 밀, 쌀, 수수류가 재배되지만 푸네의 딸기와 동부의 나그푸르에서 나는 밀감도 유명하다. 주도 뭄바이를 중심으로 하는 상공업, 특히 푸네를 중심으로 하는 신흥 공업 등 공업화를 위한 노력도 주목할 만하다. 마하라슈트라 주는 인도의 최대로 개발된 도시화된 주로 인도 산업 생산의 15%, GDP의 14.7%를 기여한다. 달리트들 사이에서 불교 신도가 많은 주이다.

## 인구
| 연도                  | 인구        | ±%     |
| --------------------- | ----------- | ------ |
| 1901                  | 19,391,643  | —      |
| 1911                  | 21,474,523  | +10.7% |
| 1921                  | 20,849,666  | −2.9%  |
| 1931                  | 23,959,300  | +14.9% |
| 1941                  | 26,832,758  | +12.0% |
| 1951                  | 32,002,564  | +19.3% |
| 1961                  | 39,553,718  | +23.6% |
| 1971                  | 50,412,235  | +27.5% |
| 1981                  | 62,782,818  | +24.5% |
| 1991                  | 78,937,187  | +25.7% |
| 2001                  | 96,878,627  | +22.7% |
| 2011                  | 112,374,333 | +16.0% |
| 출처: Census of India |             |        |